# Доня Барбара
 Тази статия е за романа на Ромуло Галегос.  За телевизионния сериал вижте Доня Барбара (сериал).  
„Доня Барбара“ (на испански: Doña Bárbara) е роман на венецуелския писател Ромуло Галегос, публикуван през 1929 година.
Едно от представителните произведения на течението на криолизма в латиноамериканската литература, романът има за основна тема конфликтът между цивилизацията и варварските страни на провинциалния живот. Книгата е смятана за шедьовър на венецуелската литература, а в средата на 70-те години на XX век е определяна като „може би най-известния латиноамерикански роман“.
„Доня Барбара“ е издаван на български в превод на Цветан Георгиев през 1961 година и на Стефан Савов през 1979 година.